# Faizganj
Faizganj é uma cidade e uma nagar panchayat no distrito de Budaun, no estado indiano de Uttar Pradesh.

## Demografia
Segundo o censo de 2001, Faizganj tinha uma população de 10,036 habitantes. Os indivíduos do sexo masculino constituem 54% da população e os do sexo feminino 46%. Faizganj tem uma taxa de literacia de 34%, inferior à média nacional de 59.5%: a literacia no sexo masculino é de 42% e no sexo feminino é de 24%. Em Faizganj, 21% da população está abaixo dos 6 anos de idade.